# Leucocarbo
Leucocarbo és un gènere d'ocells de la família dels falacrocoràcids (Phalacrocoracidae). Aquests corbs marins són habitualment inclosos al gènere Phalacrocorax.
Aquests ocells es caracteritzen per un anell al voltant de l'ull, de color blau, porpra o vermell. Comparteixen altres característiques com les parts inferiors blanques (almenys en alguns individus) i els peus de color rosa.
Habiten zones fredes de l'hemisferi sud, especialment a prop de la part meridional d'Amèrica del Sud, l'Antàrtida i Nova Zelanda. Moltes són endèmiques d'illes remotes.

## Llistat d'espècies
Segons la classificació del Congrés Ornitològic Internacional (versió 2.10, 2011), aquest gènere està format per 14 espècies:
- Leucocarbo bougainvillii - Corb marí guaner.
- Leucocarbo atriceps – Corb marí imperial.
- Leucocarbo georgianus - Corb marí de Geòrgia del Sud.
- Leucocarbo bransfieldensis - Corb marí antàrtic.
- Leucocarbo nivalis - Corb marí de Heard.
- Leucocarbo melanogenis - Corb marí de les Crozet.
- Leucocarbo purpurascens - Corb marí de Macquarie.
- Leucocarbo verrucosus - Corb marí de les Kerguelen.
- Leucocarbo carunculatus - Corb marí carunculat.
- Leucocarbo chalconotus - Corb marí de l'illa de Stewart.
- Leucocarbo onslowi - Corb marí de les Chatham.
- Leucocarbo campbelli - Corb marí de l'illa de Campbell.
- Leucocarbo colensoi - Corb marí de les Auckland.
- Leucocarbo ranfurlyi - Corb marí de les Bounty.

Segons la classificació de Clements 6a edició (2009), totes aquestes espècies pertanyen al gènere Phalacrocorax. A més algunes es consideren com a subespècies d'atriceps.